# Lemophagus crioceritor
Lemophagus crioceritor là một loài tò vò trong họ Ichneumonidae.